# ابن عباس (الحديدة)

تعديل مصدري - تعديل

ابن عباس هي إحدى قرى الجمهورية اليمنية. تتبع جغرافيا لمحافظة الحديدة و إداريًا لمديرية المنيرة، التابعة لمحافظة الحديدة اليمنية، بلغ تعداد سكانها 2386 نسمة حسب الإحصاء الذي أجري عام 2004.